# Oratorio di San Girolamo e Santa Maria Maddalena dei Pazzi
L'oratorio di San Girolamo e Santa Maria Maddalena dei Pazzi si trova nel comune di Montemurlo, all'interno della villa Pazzi al Parugiano.

## Storia e descrizione
Fu interamente affrescato nel 1583 – 1584 dal fiammingo Giovanni Stradano con scene di notevole vivacità e fantasia narrativa. Nel centro della volta è dipinto Dio Padre, con ai lati la Creazione degli elementi, il Peccato originale, la Cacciata dal Paradiso, il Giudizio Universale e l'Inferno. La decorazione prosegue sulle pareti coi Santi Penitenti (Antonio abate e Paolo, Onofrio, Girolamo, Giovanni Battista) immersi nella natura. La vita contemplativa e il lavoro sono richiamati dalle vedute di eremi e della Rocca di Montemurlo. Nella fascia inferiore sono affrescati gli Apostoli e la Natività della Vergine, l'Annunciazione e l'Adorazione dei pastori. Il prezioso organo (1713) è del napoletano Felice Cimmino.